# Chili Open
Het Chili Open (Engels: Chile Open) is een open golftoernooi in Chili. Het maakt deel uit van de Tour de las Americas.
De eerste editie van het Chili Open werd gespeeld in 1927 en het is sindsdien elk jaar gespeeld.

## Winnaars vanaf 2000
| Jaar | Winnaar                               | Score | Score |
| ---- | ------------------------------------- | ----- | ----- |
| 2000 | Christian Leon                        |       |       |
| 2001 | Guillermo Encina                      |       |       |
| 2002 | Felipe Aguilar                        |       |       |
| 2003 | Daniel Vancsik Benjamín Alvarado (Am) |       |       |
| 2004 | Roy Mackenzie                         |       |       |
| 2005 | Mark Tullo                            |       |       |
| 2006 | Mark Tullo                            |       |       |

| Jaar | Winnaar           | Score | Score |
| ---- | ----------------- | ----- | ----- |
| 2007 | Angel Fernández   | 279   | -9    |
| 2008 | Felipe Aguilar    | 265   | -23   |
| 2009 | Agustin Jauretche | 279   | -9    |
| 2010 | Gustavo Acosta    | 282   | -6    |
| 2011 | Benjamín Alvarado | 266   | -22   |
| 2012 |                   |       |       |

## Winnaars voor 2000
| - 1927: Arturo Mori - 1928: Arturo Mori - 1929: Arturo Mori - 1930: P. Silva - 1931: P. Silva - 1932: Arturo Mori - 1933: Arturo Mori - 1934: Arturo Mori - 1935: Eduardo Blasi - 1936: W.V. Simson (Am) - 1937: Arturo Mori - 1938: L. Reyes - 1939: Luciano Calderon - 1940: Justo Vega - 1941: Justo Vega - 1942: Justo Vega - 1943: Luciano Calderon - 1944: Louis A. Herrera (Am) - 1945: J. Baena - 1946: Roberto de Vicenzo en Enrique Bertolino - 1947: Emilo Palacios - 1948: L. Salas - 1949: Luciano Calderon - 1950: ? - 1951: Alberto Salas - 1952: Osvaldo de Vicenzo | - 1953: Osvaldo de Vicenzo - 1954: Osvaldo de Vicenzo - 1955: Guy Barroilhet - 1956: ? - 1957: Luciano Calderon - 1958: ? - 1959: ? - 1960: Enrique Orellana - 1961: Roberto de Vicenzo - 1962: ? - 1963: Enrique Orellana - 1964: Anisi Araya - 1965: Francisco Cerda - 1966: Francisco Cerda - 1967: Francisco Cerda - 1968: ? - 1969: Francisco Cerda - 1970: Patricio Pino - 1971: Rafael Jerez - 1972: Rafael Jerez - 1973: Francisco Cerda - 1974: Francisco Cerda - 1975: ? - 1976: ? - 1977: ? | Caribbean Tour - 1978: Francisco Cerda - 1979: Luis Cabrera - 1980: Gary Player South American Tour 1981-1999 - 1981: John Haarick - 1982: Francesco Cerda - 1983: ? - 1984: Eduardo Romero - 1985: Carlos Franco - 1986: Luis Torres - 1987: ? - 1988: Guillermo Encina - 1989: ? - 1990: Guillermo Encina - 1991: Guillermo Encina - 1992: ? - 1993: Francisco Cerda - 1994: Raúl Fretes - 1995: ? - 1996: Ricardo González - 1997: Gustavo Rojas - 1998: Roy Mackenzie - 1999: Guillermo Encina |